# Neocalyptis nuristana
Neocalyptis nuristana (Razowski, 1967) è una falena appartenente alla famiglia Tortricidae, endemica dell'Afghanistan.